# Элли, Виктор
Виктор Элли (англ. Victor Alli; род. 4 июня 1995, Ламберт Лондон, Англия,  Великобритания,) — английский актёр театра, кино и  телевидения.

## Биография
Родился 4 июня 1995 года в Ламберте  (Лондон, Англия) в творческой семье, его отец архитектор, сестра – музыкант, а брат по первой профессии графический дизайнер (позже ушёл в футбол).
С юных лет Виктор интересовался искусством, музыкой и актёрским мастерством. Посещал музыкальную школу, где играл на множестве разных инструментов, мечтал стать барабанщиком и выступать в группе. Играл в школьном театре, первой ролью будущего актёра стал Дэнни Зуко в школьной пьесе «Бриолин». В 14 лет поступил в  школу исполнительского искусства  BRIT. 
Элли был серьёзно настроен стать профессиональным музыкантом, пока в 2012 году не увидел пьесу  Филипа Ридли «Вилы Диснея» в театре «Аркола». Эта постановка произвела на подростка такое сильное впечатление, что в тот же день Виктор записался в молодёжный театр «Аркола», твёрдо решив стать актёром. 
С 2016 по 2019 год Элли изучал актерское мастерство в  Королевской академии драматического искусства RADA , где получил степень  бакалавра по актёрскому мастерству (высший уровень).

## Карьера
Начал свою театральную карьеру в 17 лет, сыграв Аде в постановке Finborough Theatre «Хадидже 18 лет». Во время обучения в RADA  Элли принял участие в нескольких постановках академии, в том числе в трех разных пьесах Уильяма Шекспира. 
В 2014 году впервые появился на киноэкранах в короткометражном фильме «Линия». В 2016 году вышел второй короткометражный фильм с его участием «Лжецы». Однако полноправным стартом кинокарьеры Элли можно считать 2021 год, когда молодой актёр сыграл в биографической драме Кеннета Браны «Белфаст» и в шестом сезоне британского телесериала «Гранчестер».
Следующий 2022 год стал очень плодотворным для актёра. Свет увидели сразу шесть проектов с участием Элли, среди них ещё в одна картина Браны «Смерть на Ниле», французский мини-сериал «Последний свет» и американский сериал «Андор». Кроме этого актёр осуществил свою давнюю мечту: сыграл на одной сцене с Эми Адамс, одной из своих любимых актрис,  в театральной постановке  «Стеклянный зверинец» в Вест-Энде. 
В 2024 году Элии появился в двух сериях третьего сезона сериала «Банды Лондона», а также сыграл графа Килмартина Джона Стерлинга в третьем сезоне сериала «Бриджертоны».

## Фильмография
| Год          |     | Русское название               | Оригинальное название     | Роль                                    |
| ------------ | --- | ------------------------------ | ------------------------- | --------------------------------------- |
| 2014         | кор | Линия                          | The Line                  | Винс                                    |
| 2016         | кор | Лжецы                          | False Men                 | Кассио                                  |
| 2021         | ф   | Белфаст                        | Belfast                   | солдат                                  |
| 2021         | с   | Гранчестер                     | Grantchester              | Хауи Беннет (эп.6.04)                   |
| 2021         | кор | Рифмуй или умри                | Rhyme or Die              | Колин                                   |
| 2022         | ф   | Смерть на Ниле                 | Death on the Nile         | Марк Ив                                 |
| 2022         | с   | Человек, который упал на Землю | The Man Who Fell to Earth | Дэнни Холланд (эп.1.04 «Под давлением») |
| 2022         | ки  | Xenoblade Chronicles 3         | Xenoblade Chronicles 3    | озвучка                                 |
| 2022         | с   | Последний свет                 | Last Light                | Оуэн Джонс (4 эпизода)                  |
| 2022         | с   | Андор                          | Andor                     | оператор №1 (эп.1.11 «Дочь Феррикса»)   |
| 2022         | кор | Сумка для жизни                | Bag for Life              |                                         |
| 2023         | мс  | Единорог: Вечные воины         | Unicorn: Warriors Eternal | взрослый Сэн (2 эпизода) озвучка        |
| 2024 — н. в. | с   | Бриджертоны                    | Bridgerton                | Джон Стерлинг (7 эпизодов)              |
| 2024         | с   | Банды Лондона                  | Gangs of London           | Джонни Гэллоуэй (2 эпизода)             |

## Театр
| Год  | Название            | Роль                          | Театр                  | Режиссёр             | Ref.  |
| ---- | ------------------- | ----------------------------- | ---------------------- | -------------------- | ----- |
| 2012 | Хадидже 18 лет      | Аде                           | Finborough Theatre     | Тим Старк            | [ 6 ] |
| 2017 | Ричард III          | Бекингем                      | RADA                   | Джеральдин Александр |       |
| 2017 | Драматург           | Лорд Скретч                   | RADA                   | Энни Тайсон          |       |
| 2018 | Ифигения в Авлиде   | Ахиллес                       | RADA                   | Делит Джонс          |       |
| 2018 | Нижнее бельё        | Джордж Армстронг              | RADA                   | Чипо Чунг            |       |
| 2018 | Кэти                | Джей/Рег/Дейл/Гэри/Питер/Глен | RADA                   | Рози Джонс           |       |
| 2019 | Сон в летнюю ночь   | Деметрий                      | RADA                   | Рэйчел Бэгшоу        |       |
| 2019 | Ромео и Джульетта   | Лорд Капулетти                | RADA                   | Эдвард Кемп          |       |
| 2019 | В лес               | Волк/рассказчик               | RADA                   | Джеймс Бонас         |       |
| 2020 | Дом с привидениями  | Джей/Винсент                  | Vaults Theatre         | Andy Twyman          | [ 7 ] |
| 2022 | Стеклянный зверинец | Джим О’Коннор/визитёр         | Duke of York's Theatre | Джереми Херрин       | [ 8 ] |

## Радио
| Год  | Название    | Оригинальное название | Роль         | Примечания              |
| ---- | ----------- | --------------------- | ------------ | ----------------------- |
| 2019 | Неразлучные | Inseparable           | Кай / Роланд | Whistledown Productions |

## Личная жизнь
Женат на актрисе Деборе Элли, с которой познакомился ещё в юности в поростковом театре «Аркола»,  пара проживает недалеко от Лондонских полей. В свободное от работы время актёр увлекается джазовой музыкой, изобразительным искусством и архитектурой.